# Гемпстед-гіт
51°33′40″ пн. ш. 0°09′40″ зх. д. / 51.561111111111° пн. ш. 0.16111111111111° зх. д.
Гемпстед-гіт (англ. Hampstead Heath, досл. «Хампстедська пустка») — лісопаркова зона на півночі Лондона, між селами Хампстед і Хайгейт в адміністративному районі Камден. Ця горбиста місцевість площею в 320 га — не тільки найбільший парк на території Великого Лондона, але і одна з найвищих його точок.
Законодавчо заборонено вести будівництво, загороджувати вид на Лондон, який відкривається з Парламентського пагорба. Крім цього оглядового майданчика, інтерес для туристів представляє архітектурно-художній музей Кенвуд-хаус.